# Anillo de honor de las SS

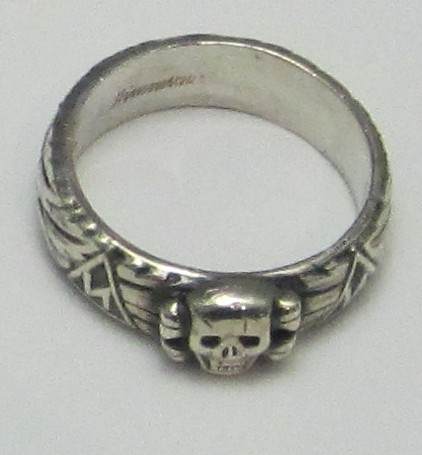
Anillo de honor de las SS (reproducción)

El anillo de honor de las SS (en alemán: SS-Ehrenring) o Anillo de la calavera (Totenkopfring) fue en origen una distinción privada concedida por Heinrich Himmler a un máximo de 5.000 miembros de las SS. Se llegó a conceder el anillo a los altos mandos de las SS.

## Diseño
El diseño del anillo refleja el interés de Himmler por el misticismo germánico. Estaba hecho de plata mediante moldeo a la cera perdida. En su parte frontal mostraba una calavera sobre dos tibias cruzadas (símbolo de las SS heredado de antiguas unidades militares prusianas). Se añadían unos signos rúnicos que debían fortalecer las "virtudes germánicas" de su portador.
En su interior estaba grabado S Lb (“Seinem lieben” o “a su apreciado”), seguido del apellido del portador, un facsímil de la firma de Himmler y la fecha de concesión. Así, por ejemplo, "S Lb Meier H. Himmler 1.11.43" significaría "A su apreciado Meier de Heinrich Himmler, 1 de noviembre de 1943".
El anillo no presentaba ningún tipo de sello o contraste.

## Significado
Los receptores del anillo recibían asimismo una carta que describía su importancia. Según esta carta, el anillo era un

«Signo de nuestra fidelidad al Führer, de nuestra inalterable obediencia hacia nuestros superiores y de nuestra inseparable unión. La calavera es el recordatorio de que en cualquier momento debemos estar dispuestos a sacrificar nuestra vida individual por la de la totalidad. Las runas, por contra, son signos de la gloria de nuestro pasado, con el cual, a través de la ideología del Nacionalsocialismo, hemos renovado nuestra ligazón. (...) El anillo está orlado de hojas de roble, el viejo árbol alemán.».

## Concesión, número de anillos y custodia
El anillo, que no era una condecoración oficial, sino un regalo personal de Himmler, se concedió originalmente a los oficiales más antiguos (de los que había menos de 5.000) que hubieran demostrado valor y dotes de mando excepcionales en combate. Un requisito indispensable era un expediente disciplinario intachable, por lo que cualquier mancha en el de un portador suponía la devolución del anillo. En 1939 era concedido a cualquier oficial con 3 años de servicio, y durante la guerra prácticamente todos los mandos de las SS, incluyendo las Waffen-SS y la Gestapo, tenían el anillo.
Todos los anillos debían ser devueltos a Himmler a la muerte del portador o cuando dejase las SS. Después se debían conservar como memoria en el palacio de Wewelsburg. Si un portador moría en combate, sus camaradas de las SS debían hacer todo lo que estuviera a su alcance para recuperar el anillo y evitar que cayese en manos del enemigo.
Hacia enero de 1945, el 64% de los 14.500 anillos hechos hasta entonces habían vuelto a Himmler. Desde entonces hasta el final de la guerra se enterraron a menudo con los portadores.

## Después de la guerra
El destino de los anillos depositados en el Palacio de Wewelsburg no está claro, pero se ha sugerido[¿quién?] que fueron sepultados en una cueva cercana, cuya boca se habría sellado usando explosivos. Ello es coherente con el destino previsto para el palacio que, ante la derrota, debería haber sido volado, pero solo lo fue parcialmente por falta de explosivos.
Hoy en día podrían conservarse unos 3.500 anillos, que son objetos de colección muy raros. Las copias y falsificaciones son también frecuentes y resulta difícil distinguirlas de los originales.